# Christian von Haugwitz
Christian August Heinrich Curt von Haugwitz (ur. 11 czerwca 1752 w Bykowie; zm. 9 lutego 1832 w Wenecji) – pruski polityk i dyplomata, szef ministrów i minister spraw zagranicznych w okresie napoleońskim.
W 1792 roku Christian von Haugwitz został ambasadorem Prus przy dworze wiedeńskim. W tym samym roku został ministrem pruskim (w Wiedniu zastąpił go Girolamo Lucchesini). W roku 1802 awansował na pierwszego ministra. Decyzję o mianowaniu podjął ówczesny król pruski Fryderyk Wilhelm II Hohenzollern. Dotychczas nie było określone, który z ministrów jest najważniejszy. Wcześniej, sam panujący w latach 1740-1786, Fryderyk Wielki był koordynatorem pracy gabinetu. Mniej zdolny jego następca, do wykonywania tej pracy, musiał stworzyć nowe stanowisko.
Był właścicielem ziemskim. W sierpniu 1796 nabył ziemie starostwa kłobuckiego i dobra Kroszyce. W Zagórzu (obecnie część Kłobucka), wybudował wzorowany na jego berlińskiej rezydencji pałac, będący siedzibą jego rodziny do 1833 roku.